# Línea 12 del Trolebús de la Ciudad de México
La Línea 12 del Trolebús de la Ciudad de México también llamado Trolebús Concesionado Avenida Aztecas, es una línea de autobuses, la cual recorre de norte a sur y viceversa sobre la avenida del Imán y el Eje Central avenida Aztecas, desde la estación Tasqueña hasta Perisur. Inició operaciones el 4 de junio de 2024, y beneficia a más de 115 mil personas de las zonas Pedregal de Santo Domingo, Pedregal de Carrasco, Pedregal de Santa Úrsula, San Lucas, Parque San Andrés y Ajusco. El tiempo de recorrido entre ambas terminales está entre 30 y 35 minutos
Para la construcción de esta línea, se invirtió un total 240 millones de pesos, esto en un periodo de 8 meses de construcción.

## Historia
La línea 12 inicio operaciones el 4 de junio de 2024, sustituyendo aproximadamente 107 microbuses que en la actualidad dan servicio en esta zona. La sustitución de estos microbuses, permitirá reducir mil 700 toneladas de CO2 al año.
De acuerdo con el gobierno de la Ciudad de México, la construcción de la línea se realizará en dos fases. La publicación de la convocatoria para la licitación fue el 14 de diciembre de 2023, el fallo se efectuó el día 4 de enero de 2024, esto para dar inicio con las obras.